# Garrido
Pour les articles homonymes, voir Garrido (homonymie).
 (février 2024).
Si vous disposez d'ouvrages ou d'articles de référence ou si vous connaissez des sites web de qualité traitant du thème abordé ici, merci de compléter l'article en donnant les références utiles à sa vérifiabilité et en les liant à la section « Notes et références ».

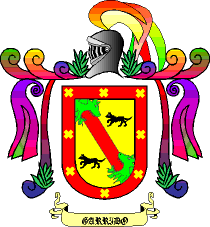
Armoiries de la famille Garrido.

Garrido est un mot espagnol médiéval, qui équivaut aux adjectifs beau, élégant, riche, etc. Il apparaît dans la Crónica General, écrite sur ordre du roi de Castille Alphonse XI, dans laquelle on peut lire que don Tello Alonso a perdu une bataille avec deux cents chevaliers « garridos »[réf. souhaitée].

## Histoire
La lignée Garrido est sans doute l'une des plus anciennes d'Espagne.[réf. nécessaire] Le généalogiste Antonio Barahona[Qui ?] la cite ainsi que de nombreux autres auteurs, y compris Franckenau[Qui ?] dans Bibliotheca Hispánica. Barahona a une réputation de généalogiste sérieux[réf. nécessaire], de sorte que l'on peut donner crédit à ses écrits.
Armoiries : Sur un fond d'or, une bande de gueules avec une tête de dragon en sinople à chaque extrémité, accompagnée d'un loup de sable de chaque côté et entourée d'une bande de gueules contenant huit lames d'or.